# RHYTHM AND POLICE ORIGINAL SOUND TRACK IV THE MOVIE 2 F.F.S.S.
『RHYTHM AND POLICE ORIGINAL SOUND TRACK IV THE MOVIE 2 F.F.S.S.』（リズム アンド ポリス オリジナル サウンド トラック フォー ザ ムービー ツー エフエフエスエス）は、『踊る大捜査線』の劇場版第2弾『踊る大捜査線 THE MOVIE 2 レインボーブリッジを封鎖せよ!』のオリジナル・サウンドトラックである。

## 収録曲
1. Wangan Taro
  - 作曲:松本晃彦、編曲:松本晃彦
2. Rhythm And Police2003 (B.T.R.B.Ver.)
  - 作曲:松本晃彦、編曲:松本晃彦
3. Cold Eyes
  - 作曲:松本晃彦、編曲:松本晃彦
4. SHINJYO (Acid Beats Mix)
  - 作曲:松本晃彦、編曲:松本晃彦
5. G-Groove (Alternate Mix)
  - 作曲:松本晃彦、編曲:松本晃彦
6. Murder
  - 作曲:松本晃彦、編曲:松本晃彦
7. Moon Light (Deep Mix)
  - 作曲:松本晃彦、編曲:松本晃彦
8. Love Somebody (Piano Dub)
  - 作曲:GARDEN、編曲:松本晃彦
9. Ding Dong (Tribal Beats Mix)
  - 作曲:松本晃彦、編曲:松本晃彦
10. Love Somebody (Jesus Ver.2003)
  - 作曲:GARDEN、編曲:松本晃彦
11. Search Out (Def Funky Mix)
  - 作曲:松本晃彦、編曲:松本晃彦
12. Rainbow Bridge
  - 作曲:松本晃彦、編曲:松本晃彦